# Когель (Німеччина)
Когель (нім. Kogel) — громада в Німеччині, розташована в землі Мекленбург-Передня Померанія. Входить до складу району Людвігслюст-Пархім. Складова частина об'єднання громад Царрентін.
Площа — 29,88 км2. Населення становить 659 ос. (станом на 31 грудня 2020).

## Галерея

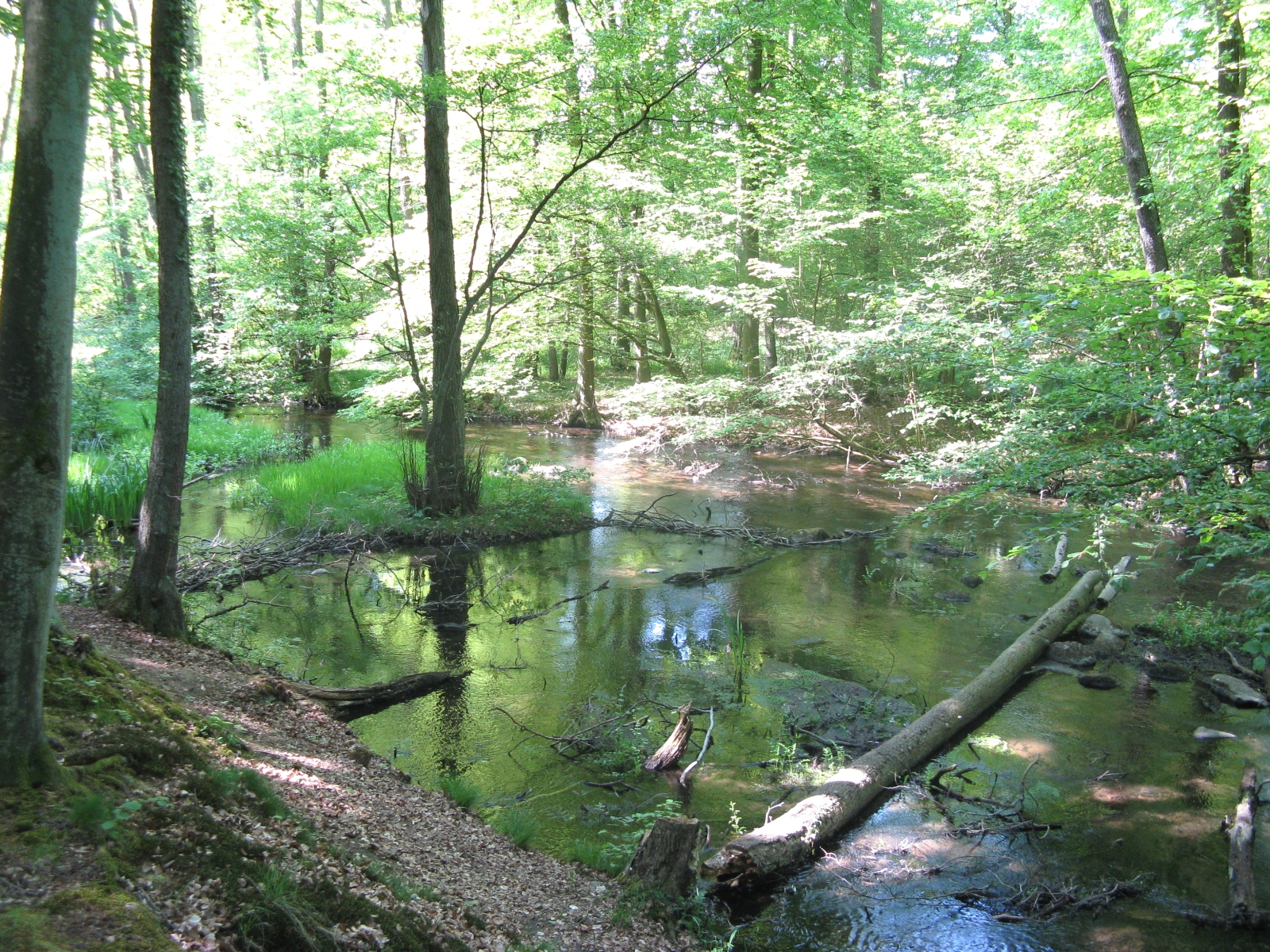